# Route nationale 835
Die Route nationale 835, kurz N 835 oder RN 835, war eine französische Nationalstraße, die von 1933 bis 1973 zwischen Chartres und Saint-Péravy-la-Colombe verlief. Ihre Gesamtlänge betrug 54 Kilometer.